# 帕维尔 (法国)
帕维尔（法語：Parville，法語發音：[paʁvil]）是法国厄尔省的一个市镇，属于埃夫勒区。

## 地理
帕维尔（49°2'0"N, 1°5'40"E）面积4.54 平方千米，位于法国诺曼底大区厄尔省，该省份为法国北部内陆省份，北起滨海塞纳省，西接奧恩省和卡爾瓦多斯省，南至厄尔-卢瓦省，东临瓦兹省、瓦兹河谷省和伊夫林省。
与帕维尔接壤的市镇（或旧市镇、城区）包括：科热、埃夫勒、戈维尔拉康帕涅、圣塞巴斯蒂安-德莫尔桑。

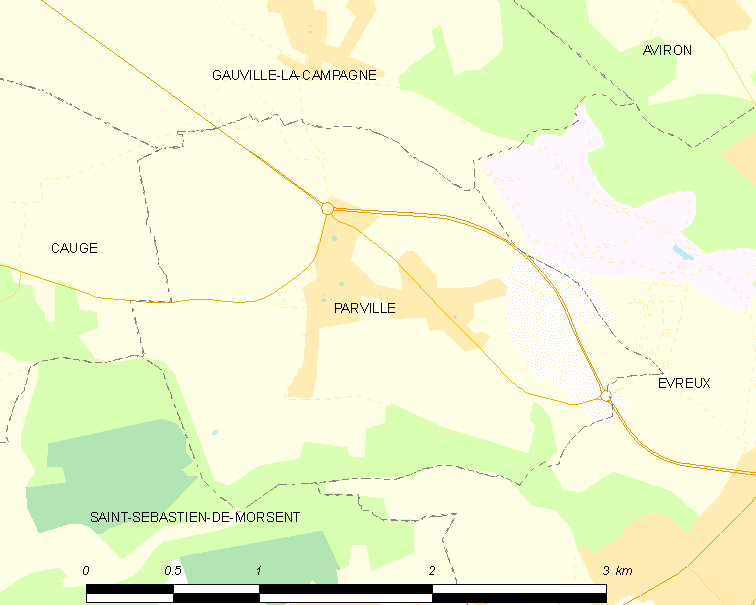
的OSM定位图

帕维尔的时区为UTC+01:00、UTC+02:00（夏令时）。

## 行政
帕维尔的邮政编码为27180，INSEE市镇编码为27451。

## 政治
帕维尔所属的省级选区为乌什地区孔什县。

## 人口

1962-2008年间人口变化图示

帕维尔于2022年1月1日时的人口数量为288人。